# Kissing the Pink
Kissing the Pink ist eine 1980 in London, England, gegründete britische New-Wave-Band. Die musikalische Ausrichtung der Band entwickelte sich im Laufe ihres Bestehens von teils progressivem New Wave und experimentellem Synthie-Pop hin zu einem Dance- und Soul-orientierten Sound.

## Geschichte

### Gründung, Name und erste Single
Kissing the Pink wurde im Jahr 1980 im Umfeld des Royal College of Music in London gegründet. Die Gründungsmitglieder lebten damals alle im selben Haus „in kreativer Atmosphäre“ in Nordlondon.
Der Name „Kissing the Pink“ leitete sich aus einem von Bandmitgliedern aufgeschnappten Ausdruck aus einer Billard-Sportsendung ab, in der ein Kommentator des sanfte Anstoßen einer besonders weich gespielten Kugel an eine andere entsprechend umschrieben hatte. Die Doppeldeutigkeit des Begriffs bezüglich Cunnilingus wurde bei der Namensgebung billigend in Kauf genommen. Die erste Single Don't Hide in the Shadows wurde zwar von dem damals stilbildenden New-Wave-Produzenten Martin Hannett (Joy Division, The Psychedelic Furs) produziert, war jedoch kommerziell wenig erfolgreich.

### Erste Alben mit progressiver Ausrichtung
Nach einem Wechsel der Plattenfirma zu Magnet Records spielten Kissing the Pink mit dem Produzenten Colin Thurston (David Bowie, Duran Duran, The Human League) das erste Studioalbum Naked ein. Die Musik entsprach der zu dieser Zeit gängigen Mischung aus Synthie-Pop und New Wave, hatte jedoch eine experimentellere Ausrichtung als viele erfolgreichere Acts zu der Zeit. Die Single-Auskopplung The Last Film führte immerhin zu einem moderaten Charterfolg in Großbritannien (Platz 19 im Jahr 1983). Auch das Album konnte sich platzieren und kam im Sommer 1983 bis auf Platz 54. Der Titel Big Man Restless erreichte in der Remix-Version vor allem in Deutschland Spielzeiten in Clubs und Diskotheken. Mit dem ein Jahr später veröffentlichten zweiten Album What Noise wurde diese Richtung fortgesetzt und zugunsten eines etwas ruhigeren, teils elegischen Klangbildes verfeinert (wie etwa im Titel Each Day In Nine).

### Kommerzielle Erfolge mit Dance-Ausrichtung
Ab Mitte der 1980er Jahre fügte sich die Band den Vorgaben ihrer Plattenfirma Magnet Records. Unter anderem mit Blick auf den US-Markt wurden ein kommerziellerer Sound sowie eine Änderung des zweideutigen Bandnamens eingefordert. Das unverfängliche Akronym KTP (alternativ auch K.T.P.), eine reduzierte Besetzung und das Album Certain Things Are Likely waren Ergebnisse dieses Prozesses. Das gesamte Album und insbesondere die Single-Auskopplungen Never Too Late to Love You, One Step und Certain Things Are Likely dokumentierten den in Richtung Dance und Soul veränderten Sound. Die letztgenannte Single konnte sich in einer Remix-Version im Mai 1987 mehrere Wochen in den US-Dance-Billboard-Charts behaupten. Andere Auskopplungen erzielten Verkaufserfolge in Kontinental-Europa (so kam z. B. One Step in Italien auf Platz 1 der dortigen Charts).

### Letztes reguläres Album
Im Jahre 1988 gab die Band das Kürzel KTP zugunsten ihres ursprünglichen Namens auf und nannte sich fortan wieder Kissing the Pink. Mit der im gleichen Jahr erschienenen Single Stand Up bestätigten die verbleibenden Musiker die radio- und clubtaugliche musikalische Ausrichtung.
Das nach einigen Jahren relativer Ruhe 1993 veröffentlichte letzte reguläre Kissing-the-Pink-Album Sugarland hatte mit dem Klangbild der Anfangsjahre so gut wie nichts mehr gemein. Kissing the Pink hatten ihren Sound für dieses Album zu einer erneut tanzbaren Mischung aus Psychedelia, House und Pop weiterentwickelt.

### Produzententätigkeiten und aktuellere Entwicklung
Nach dem letzten Album beschränkten die verbliebenen Bandmitglieder Nick Whitecross, Jon Kingsley Hall und George Stewart ihre Aktivitäten im Wesentlichen auf das Produzieren anderer Künstler sowie Komponistentätigkeiten (Candy Dulfer, Shea Seger). In den Jahren 2010/2011 gab es Ankündigungen für ein neues Kissing-the-Pink-Album, welches jedoch bis heute nicht veröffentlicht wurde. Am 28. August 2021 trat die Band beim W-Festival in Ostende für ein Konzert in Originalbesetzung auf.

## Stil
Der Sound von Kissing the Pink wurde in den ersten und mittleren Jahren stark durch den Einsatz von Synthesizern (Synthie-Pop, wie etwa im Titel Watching Their Eyes auf dem ersten Album Naked) bestimmt. Mehrstimmiger Chor- und Satzgesang (wie in Big Man Restless auf Naked oder The Other Side of Heaven auf dem Album What Noise) sowie häufiger Saxophoneinsatz (Maybe This Day auf Naked) ergänzten das Klangbild.
Auf dem Album What Noise rückten vermehrt elegische, balladeske Melodien und Keyboardsequenzen in den Vordergrund. Die Titel Greenham, Footsteps, und Each Day In Nine sind beispielhaft für diese Entwicklung.
In den späteren Jahren, insbesondere seit dem 1986er Album Certain Things Are Likely, veränderte sich das Klangbild der Band markant in Richtung Soul, Funk und Dance (wie im Titel One Step auf Certain Things Are Likely). Tanzbare Sounds, dominiert durch Dance-Bässe und -Beats, melodiöse Keyboards sowie soulige Vocals prägten nun die Musik von Kissing the Pink. Sogar Kopfstimmen wie in Never Too Late to Love You kamen zum Einsatz. Die Tendenz zum Groove wurde schließlich auf dem letzten regulären Album Sugarland noch einmal deutlich verstärkt: Der Titel Capsized steht beispielhaft für die hier realisierte Mischung aus House, Psychedelia, Pop und Dance.

## Diskografie

### Studioalben
- 1983: Naked
- 1984: What Noise?
- 1986: Certain Things Are Likely
- 1993: Sugarland

### Singles
- 1981: Don't Hide in the Shadows
- 1982: Mr. Blunt
- 1982: Watching Their Eyes
- 1983: The Last Film
- 1983: Love Lasts Forever
- 1983: Maybe This Day
- 1983: Big Man Restless
- 1984: Radio On
- 1984: The Other Side of Heaven
- 1985: One Step
- 1986: Certain Things Are Likely
- 1986: Never Too Late to Love You
- 1988: Stand Up
- 1993: Big Man Restless Remixes
- 1993: Dalai Lama Loves You All